# Debrecen–egervölgyi hitvallás
A debrecen–egervölgyi hitvallás 1561-62-ben debreceni és nagyváradi zsinatokon elkészített hitvallás, mely a református egyház megszilárdulását segítette elő hazánkban. Ez az első magyarországi kálvinista (református) hitvallás.
A debreceni hitvallás (Confessio Debrecina, Confessio catholica), a magyar reformátusoknak első olyan hitvallása, mely a hittan valamennyi tételére iparkodik kiterjeszkedni. Szerzői közül Méliusz Juhász Péter és Szegedi Gergely debreceni, Czeglédi György váradi papok vannak megnevezve. A luteránusok részéről éppen ugy, mint a katolikusok részéről egyiránt gyanúsított kálvini elvü lelkészek kényszerítve érezték magukat arra, hogy egy, ugyszólva mindent, még a teologiához nem tartozó tárgyakat is magába ölelő hitvallásban tegyék közzé annyiszor támadott nézeteiket. Az 1561. és 1562. évek folyamán Nagyváradon, Egerben és Debrecenben tartották azokat a zsinatokat, melyeknek tárgyalásain keresztül ment az azután csakhamar kinyomatott hitvallás, mely a szerzők számához képest több külön dolgozatból levén egybefoglalva, csaknem minden rendszert nélkülöz. Ez a hitvallás Egervölgyinek is neveztetik, mivel a Verancsics Antal, egri püspök és várparancsnok által zaklatott és üldözött, sőt a király előtt még pártütéssel is vádolt egri protestánsok elkérték azt Meliustól, azzal a céllal, hogy kimutassák vele hitök igazságát az ügyök megvizsgálására közéjök küldött királyi biztosok előtt. Ehhez képest még 1562. kétféle cimlappal külön-külön jelent meg a hitvallás. Ezek egyikén  úgy van jelezve, mint ami specialiter az egriek részéről Miksa király számára készült, másikán viszont a debreceni egyház vallástételének neveztetik. Magyar fordításban közölte Kiss Áron: A XVI. sz.-ban tartott magyar ref. zsinatok végzései között (Budapest 1882).